# Shen Congwen
Shen Congwen (cinese tradizionale: 沈從文; cinese semplificato: 沈从文; pinyin: Shěn Cóngwén; Wade-Giles: Shen Ts'ung-wen), nato come Shen Yuehuan (沈岳煥; 28 dicembre 1902 – Pechino, 10 maggio 1988) è stato uno scrittore cinese di etnia Miao, conosciuto per aver partecipato al Movimento del 4 maggio.

## Biografia
Nato nella contea di Fenghuang (凤凰县), provincia dello Hunan, inizialmente Shen si sottopose all'addestramento per avviare una carriera militare. Combattendo nell'esercito cinese, ebbe la possibilità di assistere alla guerra di frontiera e di osservare la vita delle tribù di etnia Miao. Proprio queste ultime divennero il materiale principale per la stesura della sua prima raccolta di novelle, risalente al 1922. A partire da allora, Shen scrisse quasi ininterrottamente fino al 1949, insegnando letteratura cinese durante la seconda guerra sino-giapponese in varie università, a causa di necessità economiche.
Originariamente scrittore apolitico, Shen ebbe un crollo nervoso nel 1949, quando il PCC prese il potere e pose delle restrizioni sulla scrittura. Guarì nel 1955, ma non pubblicò più nessun'opera di narrativa. Gli fu dato un posto di lavoro come personale di servizio al Palace Museum della Città Proibita, a Pechino, su cui nel 1957 scrisse un saggio non narrativo. In seguito, pubblicò anche un famoso studio sugli abiti ed i costumi cinesi.
Morì a Pechino nel 1988.

## Stile
Molto influenzato dalla letteratura occidentale, una delle sue tecniche di scrittura più rinomate era la combinazione del cinese classico con quello vernacolare.  È stato descritto dal New York Times come "un romanziere, scrittore di racconti brevi, compositore ed appassionato campione di indipendenza letteraria ed intellettuale... sebbene quasi interamente sconosciute ai lettori occidentali, le opere del signor Shen, molte impregnate del folklore e degli usi del suo nativo Hunan occidentale, sono state paragonate a quelle di William Faulkner".

## Opere
- Changhe (长河, Il lungo fiume), scritto durante la seconda guerra sino-giapponese, è rinomato come il migliore dei suoi romanzi.
- Chundeng Ji (春灯集, Lampo di primavera) ed Heifeng Ji (黑凤集, Fenice nera) sono le sue più importanti raccolte di novelle.